# Artur Bodanzky
Artur Bodanzky  (Viena, 16 de dezembro de 1877 – Nova Iorque, 23 de novembro de 1939) foi um maestro austríaco, particularmente associado com as óperas de Wagner.

## Carreira
O filho de judeus, Bodanzky estudou violino e composição com Alexander Zamlisnky. Bodanzky tornou maestro assistente de Gustav Mahler em Viena, posteriormente conseguindo trabalho em Berlim, onde ele conheceu Otto Klemperer. Em 1915 ele imigrou para os Estados Unidos para trabalhar no Metropolitan Opera. Ele foi o lider do repertório alemão no Met, sendo aceito por Arturo Toscanini graças a recomendações de Ferruccio Busoni. Em 1921 ele foi trabalhar com a Filarmônica de Nova Iorque como maestro convidado. Em 1928 Bodanzky anunciou sua retirada do Met e foi substituído por Joseph Rosenstock. Entretanto, Joseph não foi bem aceito e Bodanzky retornou para o Met, onde permaneceu até sua morte. Ele também conduziu no Covent Garden em 1936 com Thomas Beecham.

## Estilo de regência e recepção crítica
Quando foi nomeado para sua posição em Mannheim, Bodanzky foi elogiado como um maestro maduro e diligente com apenas uma deficiência: uma certa mão pesada, uma predileção por ritardando. No entanto, mais tarde em sua carreira no Met Bodanzky tornou-se "notório por seu tempo rápido, particularmente em Wagner". Bodanzky supostamente introduziu mais cortes nas óperas que preparou do que muitos outros regentes contemporâneos, e às vezes foi sugerido que ele estava ansioso para terminar a ópera a tempo de tocar cartões. HL Mencken criticou suas habilidades como um condutor sinfônica, dizendo que "ele deu uma impressão de estar familiarizado com o que ele estava lá para dirigir".
Muitas gravações das transmissões do Met de Bodanzky sobreviveram (algumas das quais, por razões legais, não estão disponíveis nos Estados Unidos). Isso inclui as primeiras transmissões do Met a sobreviverem, de 1933 a 1934, apresentando fragmentos substanciais da soprano Frida Leider em Die Walküre e Tristan und Isolde. Pelas gravações, torna-se aparente que os tempos de Bodanzky flutuam muito, às vezes muito rápido, às vezes muito devagar. Nesta prática, ele não está longe das gravações ao vivo de contemporâneos como Albert Coates, Fritz Reinere Furtwängler. Quanto aos cortes, era a prática quase invariável nas casas de ópera fora de Bayreuth naquela época. Bodanzky compara-se favoravelmente a Furtwängler e Reiner a esse respeito. Em 1944, Szell fez uma apresentação ao vivo de Die Walküre que foi relançada em CD e que, em termos de tempo rápido e gravidade dos cortes, é comparável a qualquer coisa de Bodanzky.
Frida Leider elogiou o "talento artístico excepcional" de Bodanzky em sua autobiografia, escrita após a morte de Bodanzky. Arturo Toscanini, que apoiou a nomeação de Bodansky para o Met, teria ficado triste com sua morte.

## Morte
Sepultado no Cemitério de Sleepy Hollow.